# Rodador

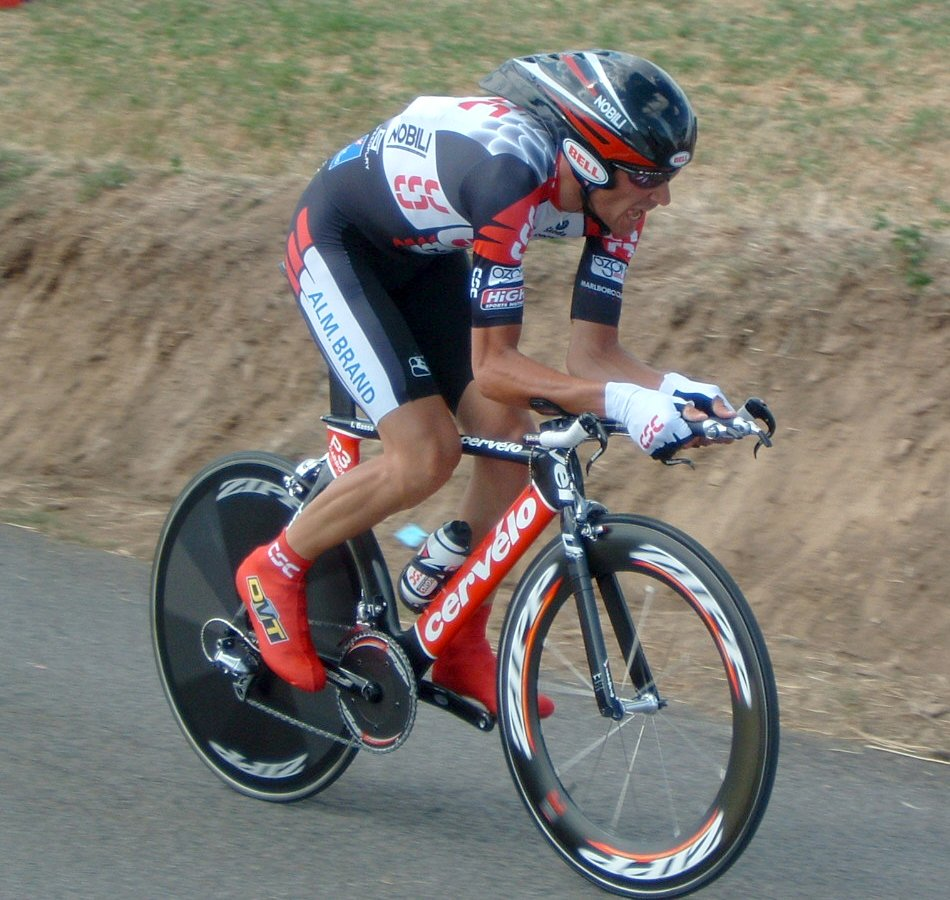
Un ciclista en la carrera contrarreloj de la vigésima etapa del Tour de Francia 2005.

Un rodador o llaneador (también contrarrelojista o pasista) es un tipo de ciclista que tiene la potencia necesaria para moverse durante varios kilómetros para «rodar» o «mantener un paso» (correr) muy rápido en terreno llano, de ahí el nombre.
Este tipo de ciclista suele ser de una gran envergadura y de gran musculatura y peso. Su trabajo suele ser el de preparar los sprints de los lanzadores, la búsqueda de fugas para destacarse en etapas llanas e intentar conseguir premios de combatividad o de metas volantes (en las pruebas ciclísticas donde existan estos premios) y las contrarrelojes llanas, donde suelen ser los especialistas por mantener velocidades promedio de 50 km/h.
Ejemplos de rodador, aunque lo fueron con diferentes características, pueden ser Chente García Acosta (especialista en mantener el ritmo de carrera del pelotón para evitar fugas), Fabian Cancellara (especialista en mantener el ritmo de carrera en todo tipo de terrenos) o Michael Boogerd (especialista en mantener el ritmo de carrera en terreno con cotas).